# Jaime Felipe José Bosch
Pour les articles homonymes, voir Bosch.
Jaime Felipe José Bosch, dit Jacques Bosch, né à Barcelone le 26 mai 1825 et mort dans le 17e arrondissement de Paris le 31 mars 1895, est un guitariste et un compositeur de musique espagnol.

## Biographie
Il vit à Paris où il s'installe en 1853. Il est un contemporain du guitariste et compositeur français Napoléon Coste (1805-1883). Guitariste hors pair, il se consacre tout entier à son instrument et est surnommé le "roy de la guitare". Professeur de musique, il a notamment eu Alfred Cottin pour élève et rédige une Méthode de guitare réputée. Compositeur, il est l'auteur d'une centaine de pièces pour la guitare. Il eut pour amis Charles Gounod, lui-même guitariste, et Édouard Manet.

## Œuvres
- Méthode de guitare (1890)

### Guitare
- Duettino, Op.10 (Publié en 1887)
- Brimborion, romance sans paroles, Op. 11 (Publié en 1887)
- Etoiles et fleurs, rêverie, Op.12 (Publié en 1887)
- Celia, jota-valse, Op.13 (Publié en 1889)
- Fantaisie Dramatique, sur un opéra de l’auteur, Op. 14 (Publié en 1887)
- Souvenir de Barcelone, valse-dialogue, Op. 15 (Publié en 1887)
- Retraite espagnole, Op. 16 (Publié en 1887)
- Allegro de Sonate, Op.17 (Publié en 1887)
- Méditation, Op. 18 (Publié en 1887)
- Ballade, Op.19 (Publié en 1887)

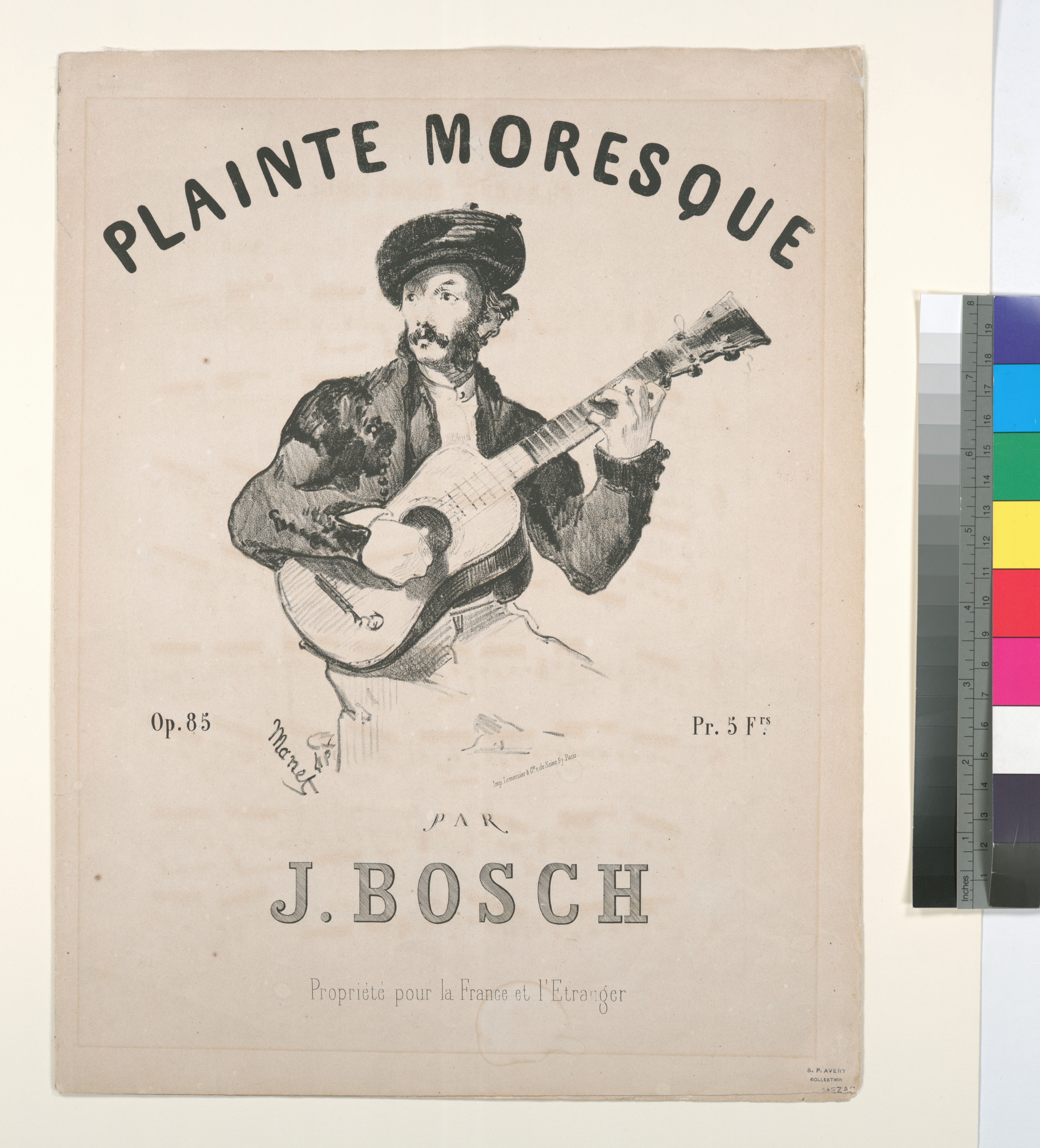
Coverture de Plainte moresque op. 85

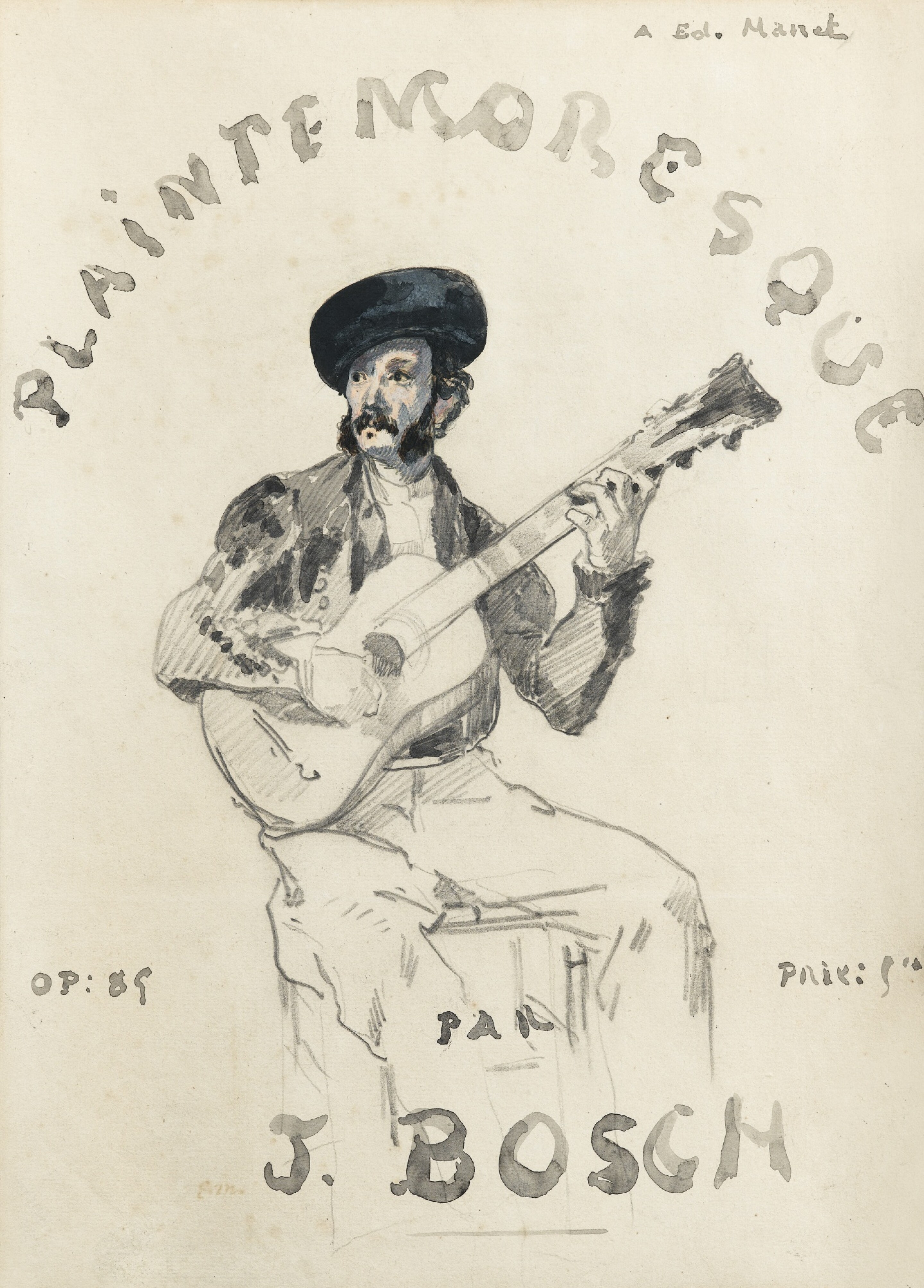
Dessin par Édouard Manet

- Plainte moresque, mélodie (dédicacé au peintre Édouard Manet), Op. 85
- Pasa Calle, Op.86
- La Rose, valse, Op. 88
- Six pièces faciles, Op. 89
- L'Amazone, Op.90
- Au son des cloches, mazurka, Op.91
- Venise, Op. 92
- Les échos, Op.93
- Cello, Op. 94 (Œuvre posthume)

### Guitare et violon
- Passacaille (La partie de guitare est de Jacques Bosch et la partie de violon de Charles Gounod.)

### Guitare et voix
- Dix mélodies pour guitare et chant
  - I. Chanson maure (J'aimais de grand amour une fille à l'œil clair)
  - II. Clochettes (J'ai pour compagnons des grelots d'argent)
  - III. Crepuscule d'automne (Es l'hora en que el capvespre)
  - IV. Rondeau (La nuit descend)
  - V. La femme du chef (Ta tristesse m'epouvante)
  - VI. Aubade (Tandis que ta beaute sommeille)
  - VII. A l'aimée (C'est a l'eclair de ta noire prunelle)
  - VIII. A Seville (Je t'emmene a Seville)
  - IX. Fleurs d'antan (Souviens toi du jour heureux)
  - X. Retraite chantée (Le fusil sur l'épaule)

### Guitare et Mandoline
- Retraite espagnole
- Plainte moresque
- Boléro
- La rose
- Juleo
- Zapateado, valse

### Guitare et deux Mandolines
- Boléro
- Retraite espagnole

## Portraits de Jacques Bosch

### Portrait par Édouard Manet
Portrait de Jacques Bosch par Édouard Manet (1832-1883) en 1866.

### Portrait par Ernest Boetzel
Ernest Boetzel (1830-1913) a reçu une Médaille de 3e classe au Salon de 1875 pour son Portrait de Jacques Bosch réalisé au fusain. Il est conservé au musée des beaux-arts de Carcassonne.

### Portrait par Félix Bracquemond
Portrait de Jacques Bosch par Félix Bracquemond (1833-1914) en 1883.

## Enregistrement
- Bosch: Obres per a Veu i Guitarra Maria Teresa Garrigosa (soprano), Miguel Javaloy (guitar). La Ma De Guido, 2011